# Итальянская демократическая социалистическая партия
Итальянская демократическая социалистическая партия (итал. Partito Socialista Democratico Italiano, PSDI) — небольшая социал-демократическая центристская политическая партия в Италии. Создана в 1947 году на базе реформистского крыла Итальянской социалистической партии пролетарского единства. Во время Первой итальянской республики (1947—1993) социал-демократы не пользовались широкой поддержкой итальянских избирателей, но длительное время являлись младшими партнёрами Христианско-демократической партии, не раз входя в состав кабинетов ХДП. Уже в мае 1947 года, всего через несколько месяцев после создания, представители Демократической социалистической партии впервые вошли в правительство. С мая 1947 по май 1994 года в Италии 48 раз сменялись кабинеты министров, 29 из них формировались при участии социал-демократов. Чаще в Совет министров Италии входили лишь христианские демократы, которые доминировали в итальянской политике того времени. Создатель и многолетний лидер партии Джузеппе Сарагат был Президентом Италии с 1964 по 1971 год. После скандала «Тангентополи», приведшего к падению Первой итальянской республики, влияние и популярность Демократической социалистической партии резко снизились.
Итальянская демократическая социалистическая партия до 1998 года входила в Социалистический Интернационал и Партию европейских социалистов.

## История

### Предыстория
В начале XX века внутри Итальянской социалистической партии оформились два различных направления, максималистское, выступавшее за построение социализма через революцию, и более умеренное реформистское, выбравшее путь реформ, в том числе проводимых через участие в работе парламента. Приверженцы обоих направлений некоторое время сосуществовали в рамках одной партии, пока в 1912 году разногласия между ними не достигла предела. Причиной стало отношение к Итало-турецкой войне. В то время как максималисты рассматривали её как пример агрессии и империализма, другие, в основном реформисты, смотрели на эту войну как на возможность приобрести новые земли, а значит и новые рынки для итальянских товаров, тем самым подняв престиж Италии в мире и уровень жизни крестьян и рабочих. Противники войны возобладали и добились исключения своих оппонентов. Группа исключённых членов Соцпартии во главе с Леонида Биссолати, Иваноэ Бономи, Джино Пива и Анджоло Кабрини сформировали Итальянскую социалистическую партию реформ (итал. Partito Socialista Riformista Italiano), первую в истории Италии социал-демократическую партию.
Социалисты-реформисты не пользовались большой популярностью в Италии, получив на первых для себя выборах в 1913 году 3,92 % голосов избирателей, а в 1919 году всего 1,44 %. Несмотря на это во время Первой мировой войны, которую социалисты-реформисты поддержали, выступая с позиций демократического интервенционизма, некоторые члены партии, в частности, Бономи, были включены в правительство. А 4 июля 1921 года Бономи даже стал первым в истории Италии социалистом возглавившим Совет министров. Впрочем, этот успех Бономи не спас партию от развала, в выборах 1921 года она уже участия не принимала.
В 1919 году, в преддверии первых в послевоенной Италии выборов, была создана Итальянская социалистическая демократическая партия (итал. Partito Democratico Sociale Italiano, PDSI). Несмотря на своё название она на деле была не социал-демократической, а социал-либеральной, возникшей в результате объединения нескольких малых леволиберальных партий.
После Первой мировой войны Италия оказалась в крайне сложном политическом положении. Ухудшение экономической ситуации в результате войны и разочарование исходом войны, дорого обошедшейся Италии, вызвали рост леворадикальных настроений, усиленных влиянием революции в России. Период с 1919 по 1921 годы вошёл в историю Италии как «Красное двухлетие» и сопровождался резким подъёмом забастовочного движения, массовым захватом фабрик и заводов рабочими и созданием рабочих советов. Особенно сильным движение было на севере Италии. События 1920 года в Пьемонте, когда сотни тысяч человек бастовали, захватывали предприятия и организовывали советы, создали в стране по сути предреволюционную ситуацию. Одновременно с этим в Италии появляется новая сила, итальянский фашизм. Рост левых настроений и страх перед коммунистическим переворотом привели к тому, что многие в Италии, в том числе и политический истеблишмент, много лет управлявший страной, стали возлагать свои надежды на Бенито Муссолини, рассчитывая с его помощью остановить левых.
В это время Итальянская социалистическая партия сама испытывала серьёзный кризис, вызванный разногласиями между внутренними течениями. Ещё во время Первой мировой войны партию покинули национальные социалисты во главе с Муссолини, выступившие против политики нейтралитета Италии, которой придерживались большинство социалистов. Уже после окончания войны Соцпартия разделилась на три течения. В 1921 году большинство в партии имели максималисты во главе с Джачинто Менотти Серрати (около 55 % членов партии), вторыми были коммунисты, возглавляемые Амадео Бордига (около 36 %), наименьшей поддержкой пользовались реформисты Филиппо Турати, Клаудио Тревеса и Камилло Прамполини (около 9 %). XVII съезд партии, прошедший в том же году в Ливорно, завершился расколом. Бордига со своими сторонниками основал Коммунистическую партию.
Летом 1922 года умеренные социалисты Турати и Джакомо Маттеотти, вопреки запрету на сотрудничество с буржуазными партиями, поддержали идею создания широкой коалиции, которая могла бы не допустить к власти крайне правых, но не нашли понимания у максималистов. В октябре 1922 года Турати и Маттеотти были исключены и основали Социалистическую единую партию, к которой присоединились Клаудио Тревес, Джузеппе Сарагат и Сандро Пертини, а позже и либеральный социалист Карло Росселли. На выборах 1924 года новая партия смогла стать третьей, уступив только блоку Муссолини «Национальный список» и Народной партии (предшественник Христианско-демократической партии), опередив при этом Итальянскую социалистическую партию. 30 мая 1924 года Маттеотти, выступая в Палате депутатов, оспорил результаты выборов, предложив признать недействительным избрание по крайней мере части депутатов, получивших по его утверждениям свои мандаты в результате насилия и мошенничества. 10 июня того же года Маттеотти был похищен и убит фашистскими боевиками. В конце июля 1924 года социалисты начали бойкот парламента, требуя от короля Виктора Эммануила III отправить Муссолини в отставку. Несмотря на серьёзный политический кризис Муссолини сумел сохранить власть, а в начале 1925 года начинает целенаправленное уничтожение оппозиции и ликвидацию демократии. В 1926 году депутаты, бойкотировавшие парламент, были лишены мандатов, все партии, кроме правящей Национальной фашистской, расформированы, а парламент реформирован. В Италии окончательно устанавливается фашистская диктатура.
В 1927 году члены распущенной Социалистической единой партии создают в подполье Социалистическую единую партию итальянских рабочих (итал. Partito Socialista Unitario dei Lavoratori Italiani, PSULI). В 1930 году во Франции происходит воссоединение реформистов и максималистов.

### Социал-демократы Первой республики
После свержения Муссолини и окончания Второй мировой войны единство Итальянской социалистической партии пролетарского единства (такое название Соцпартия получила после объединения в 1943 году с Движением за пролетарское единство) снова оказалось под угрозой. На XXIV съезде во Флоренции в апреле 1946 года большинство во главе с Пьетро Ненни, вопреки мнению меньшинства, возглавляемого Джузеппе Сарагатом, которого поддержали группы «Социальная критика» Уго Гвидо Мондольфо и «Социалистическая инициатива» Марио Дзагари, решили активно сотрудничать с компартией, заключив в октябре того же года новый пакт единства действий ИКП—ИСППЕ. 10 ноября 1946 года состоялись местные выборы на которых Коммунистическая партия впервые превзошла социалистов, став главной силой итальянских левых. В то время как Ненни, не обращая внимание на сокращение числа избирателей социалистов, интерпретировал итоги выборов как победу, Сарагат увидел в них подтверждение своего тезиса об опасности сотрудничества с коммунистами, призвав проводить более независимую от компартии политическую линию.
9 января 1947 года в Риме начался XXV внеочередной съезд социалистов. Ненни попытался достигнуть единства между противостоящими группами, но безуспешно. 11 января 1947 антикоммунистически настроенные социалисты-реформисты во главе с Сарагатом и сыновьями Джакомо Маттеотти покинули съезд и собрались в римском Палаццо Барберини, где объявили о создании Итальянской социалистической рабочей партии (итал. Partito Socialista dei Lavoratori Italiani, PSLI). К новой партии примкнули около 50 депутатов-социалистов из 115 и большая группы влиятельных деятелей и интеллектуалов, в том числе Тревес, Людовико Д'Арагона и Джузеппе Модильяни. В декабре того же года социал-демократы вошли в состав четвёртого кабинета христианского демократа Альчиде де Гаспери.
В первых в своей истории выборах 18 апреля 1948 года новая партия участвовала в составе избирательного блока «Социалистическое единство» (итал. Unità Socialista), в который также вошёл Союз социалистов, созданный Иваном Маттео Ломбардо, вышедшим из Соцпартии в феврале того же 1948 года. Вместе с ним к социал-демократам примкнули такие видные интеллектуалы как Иньяцио Силоне, Пьеро Каламандреи и Франко Вентури. Собрав 7,07 % голосов избирателей и получив 33 места, блок «Социалистическое единство» стал третьей силой Палаты депутатов. В январе 1949 года Союз социалистов вошёл в состав Социалистической рабочей партии.
В 1949 году часть левых членов Социалистической рабочей партии покинули её и вместе с некоторыми умеренными членами Социалистической партии основали Единую социалистическую партию (итал. Partito Socialista Unitario, PSU), которую возглавил бывший министр внутренних дел Джузеппе Ромита. Впрочем уже через два года, в 1951 году, Единая соцпартия объединилась с Социалистической рабочей партией, образовав Социалистическую партию — Итальянскую секцию Социалистического интернационала (итал. Partito Socialista - Sezione Italiana dell'Internazionale Socialista). А в следующем 1952 году партия получила своё современное название — Итальянская демократическая социалистическая партия.
С 1949 по 1965 год члены социал-демократической партии председательствовала в Национальном институте социального обеспечения (итал. Istituto Nazionale di Previdenza Sociale, INPS). Это государственное учреждение, которое страхует почти всех наёмных работников, а также большую часть лиц свободных профессий и некоторых работников государственного сектора от безработицы, недееспособности, инвалидности и прочего, выплачивая пособия по безработице и рождению ребёнка, пенсии по старости, выслуге лет, потере кормильца, недееспособности и инвалидности.
В 1963 году социал-демократы и социалисты начинают процесс объединения. 30 октября 1966 года создаётся федерация Единые ИСП—ИДСП (итал. PSI-PSDI Unified), более известную как Единая социалистическая партия (итал. Partito Socialista Unificato, PSU). Несмотря на декларации лидеров обеих партий, Ненни и Сарагата, процесс объединения шёл медленно. После провала на всеобщих выборах 1968 года, на которых единый социалистический список получил всего 91 место в Палате депутатов вместо имеющихся ранее 120 и 46 мест в Сенате (ранее у обеих партий было 58 сенаторов), противоречия между социалистами и социал-демократами углубились. 5 июля 1969 года социал-демократы разрывают союз с Соцпартией, создав Объединённую соцпартию (итал. Partito Socialista Unitario), в 1971 году вернувшись к старому названию, Демократическая социалистическая.
В 1980 году партия присоединилась к пятипартийной коалиции (итал. Pentapartito), также включившей в себя христианских демократов, социалистов, Республиканскую и Либеральную партии, которая управляла страной до 1994 года (с 1991 года без республиканцев). Однако роль социал-демократов в коалиции была минимальной из-за их невысоких результатов на выборах.

### Социал-демократы Второй республики
В начале 1990-х годов из-за последствий скандала Тангентополи рухнула Первая итальянская республика. Произошло это в результате полной дискредитации всей политической системы страны, что привело к масштабным изменениям в законодательстве и устройстве правоохранительных органов, а также к изменениям избирательной системы и кризису традиционных политических партий, которым разочаровавшиеся избиратели отказали в поддержке.
Первое время антикоррупционное расследование ещё не оказывало серьёзное влияние на настроения избирателей. На выборах в апреле 1992 года социал-демократы потеряли всего одно место в Палате депутатов. Но после того как политик-социалист Серджио Морони, обвиняемый в коррупции, покончил жизнь самоубийством, признав в предсмертном письме себя виновным и обвинив в незаконном финансировании предвыборных кампаний все партии. После этого партии, ранее входившие в пятипартийную коалицию, в том числе и Демократическая социалистическая, стали быстро терять членов и сторонников. На досрочных выборах 1994 года набрала по партийным спискам в шесть раз меньше голосов чем в 1992 году и оставшись без представительства в парламенте.
В январе 1995 года новым национальным секретарём партии стал Джанфранко Скиетрома, сменив Энрико Ферри, который выступал за участие социал-демократов в правоцентристском блоке Сильвио Берлускони «Полюс свобод». после этого сторонники Ферри образовали партию Европейская либеральная социал-демократия (итал. Socialdemocrazia Liberale Europea, SOLE) и присоединились к правоцентристскому Христианско-демократическому центру.
В 1998 году партия во главе с Джанфранко Скиетрома вместе с несколькими партиями, созданными после распада Соцпартии, Итальянские социалисты, Социалистическая лига (образована Витторио Кракси, сыном Беттино Кракси) и частью членов Федерации труда и Социалистической партии (была создана сторонниками Беттино Кракси), сформировали партию Итальянские демократические социалисты (итал. Socialisti Democratici Italiani, SDI). К тому времени большинство членов партии присоединились к другим организациям: Христианско-демократический Центр (сторонники Энрико Ферри, лидера ИДСП в 1993—1995 годах), «Вперёд, Италия» (сторонники Карло Виццини, лидера ИДСП в 1992—1993 годах) и «Демократы» (сторонники Франко Бруно).
В январе 2004 года Джорджо Карта (вице-секретарь ИДСП в 1990-х) объявил о восстановлении Итальянской демократической социалистической партии, провёдя её XXV конгресс. Карта был сторонником вхождения в левоцентристскую коалицию Романо Проди «Союз». Позже он в тесном сотрудничестве с Левыми демократами участвовал в создании реформистской левоцентристской Демократической партии.
В апреле 2006 года Джорджо Карта был избран по списку коалиции «Олива». В ноябре того же года Карта был отправлен в отставку с поста секретаря. Партию возглавил Ренато Д'Андрия, представитель левого крыла. Его избрание оспорили многие члены ИДСП, в том числе и Карта, обвинив Д'Андрия в фальсификации итогов голосования. Новый секретарь не только сохранил за собой пост, но сумел вытеснить из партии всех кто оспаривал его избрание. В апреле 2007 года суд встал на сторону бывшего руководства и признал недействительными избрание Д'Андрия на пост секретаря, а XXVII конгресс, который подтвердил его полномочия как лидера, несостоявшимся. Партию временно возглавил Джорджо Карта, а в октябре 2007 года заново проведённый XXVII конгресс избрал секретарём Миммо Магистро. Ренато Д'Андрия, который продолжал считать себя законным лидером ИДСП, в июне того же 2007 года создал Партию демократических реформаторов (Partito dei Riformatori Democratici, PRD).
Для участия в досрочных выборах 2008 года социал-демократы пытались создать блок с Союзом христианских демократов и центра, но не стали входить в коалицию Союз центра. Вместо этого 29 марта 2008 года Национальный комитет Демократической социалистической партии предложил своим членам и избирателям голосовать за те политические силы, которые могли бы остановить возникающию двухпартийную систему/ Большинство региональных секций, например, Тосканы, решили голосовать на выборах в Палату депутатов за Социалистическую партию, а на выборах в Сенат за коалицию «Левые — Радуга». Некоторые региональные отделения поддержали другие партии и блоки, в частности социал-демократы Венеция и Лацио сделали выбор в пользу Союза центра, Ломбардии в пользу партии Сильвио Берлускони «Народ свободы», а Сицилии в пользу регионалистской христианско-демократической партии Движение за автономию.
В июле 2011 года Ренато Д'Андрия добился от суда признания себя законным секретарём партии. Магистро предложил примирение между двумя фракциями, но Д'Андрия не принял предложенные условия поставленные им. В середине ноября 2011 года 28 из 31 членов Национального совета, в том числе Магистро были вынуждены покинуть ИДСП, с том чтобы создать новую партию под названием Социал-демократы — Федералисты для Средиземноморья (итал. i SocialDemocratici – Federalisti per l'Euromediterraneo, ISD). 11 января 2012 года, на 65-й годовщине основания партии, группы Д'Андрия и Магистро организовали общее мероприятие, посвящённое памяти Джузеппе Сарагата. Воссоединение двух социал-демократических групп возможно, но затруднено тем что Д'Андрия ориентирован на союз с правым центром (три депутаты из «Народа свободы» —- Массимо Бальдини, Джанкарло Ленер и Паоло Руссо — довольно близко к новому ИСДП), в то время как Магистро предпочитает сотрудничество с левым центром.

## Результаты выборов
Светло-серым выделены выборы в Палату депутатов Итальянской республики, светло-розовым — выборы в Сенат Итальянской республики, светло-синим — выборы в Европейский парламент.
| Год   | Список                         | Голоса                         | %         | Места | Изменения |     |
| ----- | ------------------------------ | ------------------------------ | --------- | ----- | --------- | --- |
| 1948  | Палата                         | Социалистическое единство      | 1 858 116 | 7,07  | 33        | —   |
| Сенат | Социалистическое единство/ИРП  | 2 232 752                      | 9,89      | 10    | —         |     |
| 1953  | Палата                         | Социал-демократы               | 1 222 957 | 4,51  | 19        | ▼14 |
| Сенат | Социал-демократы               | 1 046 301                      | 4,31      | 4     | ▼6        |     |
| 1958  | Палата                         | Социал-демократы               | 1 345 447 | 4,55  | 22        | ▲3  |
| Сенат | Социал-демократы               | 1 136 803                      | 4,35      | 5     | ▲1        |     |
| 1963  | Палата                         | Социал-демократы               | 1 876 271 | 6,10  | 33        | ▲11 |
| Сенат | Социал-демократы               | 1 743 837                      | 6,35      | 14    | ▲9        |     |
| 1968  | Палата                         | Объединённый список ИСП и ИДСП | 4 603 192 | 14,48 | 91        | ▼29 |
| Сенат | Объединённый список ИСП и ИДСП | 4 353 804                      | 15,23     | 46    | ▼12       |     |
| 1972  | Палата                         | Социал-демократы               | 1 718 142 | 5,14  | 29        | —   |
| Сенат | Социал-демократы               | 1 614 273                      | 5,36      | 11    | —         |     |
| 1976  | Палата                         | Социал-демократы               | 1 239 492 | 3,38  | 15        | ▼14 |
| Сенат | Социал-демократы               | 974 940                        | 3,10      | 6     | ▼5        |     |
| 1979  | Палата                         | Социал-демократы               | 1 407 535 | 3,84  | 20        | ▲5  |
| Сенат | Социал-демократы               | 1 320 729                      | 4,22      | 9     | ▲3        |     |
| 1979  | Социал-демократы               | 1 514 272                      | 4,32      | 4     | —         |     |
| 1983  | Палата                         | Социал-демократы               | 1 508 234 | 4,09  | 23        | ▲3  |
| Сенат | Социал-демократы               | 1 184 936                      | 3,81      | 8     | ▼1        |     |
| 1984  | Социал-демократы               | 1 225 462                      | 3,49      | 3     | ▼1        |     |
| 1987  | Палата                         | Социал-демократы               | 1 140 209 | 2,96  | 17        | ▼6  |
| Сенат | Социал-демократы               | 764 092                        | 2,36      | 5     | ▼3        |     |
| 1989  | Социал-демократы               | 945 383                        | 2,72      | 3     | —         |     |
| 1992  | Палата                         | Социал-демократы               | 1 066 672 | 2,72  | 16        | ▼1  |
| Сенат | Социал-демократы               | 853 895                        | 2,56      | 3     | ▼2        |     |
| 1994  | Палата                         | Социал-демократы               | 179 495   | 0,46  | 0         | ▼16 |
| Сенат | Социал-демократы               | 66 589                         | 0,20      | 0     | ▼3        |     |
| 1994  | Социал-демократы               | 227 439                        | 0,69      | 1     | ▼2        |     |

1. ↑  Коалиция Демократической социалистической партии и Союза социалистов
2. ↑  Всего избрано 16 сенаторов, из них 6 представляли республиканцев
3. ↑  На выборах 1963 года от ИСП и ИДСП было избрано 120 депутатов
4. ↑  На выборах 1963 года от ИСП и ИДСП было избрано 58 сенаторов
5. ↑  Не учитываются голоса в некоторых регионах, в которых социал-демократы выставили совместный список с ИСП и Радикальной партии Марко Панелло
6. ↑  Учитываются голоса в некоторых регионах Севера, в которых социал-демократы выставили совместный список с Новой лигой (итал. Lega Nuova)

## Электорат
Лучшего в своей истории результата на выборах социал-демократы добились на первых для себя всеобщих выборов 1948 года, получив 7,07 % голосов и 33 места в Палате депутатов. Во многом их успеху способствовал раскол Итальянской социалистической партии из-за её союза с коммунистами. Наибольшую поддержку ИДСП получила в Северной Италии: 15,9 % в Беллуно, 14,9 % в Удине, 13,9 % в Сондрио, 12,9 % в провинции Турин, 12,6 % в Тревизо, 11,9 % в Кунео и 10,6 % в провинции Милан.
С 1953 по 1983 год поддержка партии колебалась около 3—5 %, за исключением 1963 года, когда она получила 6,1 %, и 1968 года, когда социал-демократы шли единым списком с социалистами. Начиная с выборов 1987 года поддержка партии снизилась, за неё голосовали около 2,5—3 % избирателей. Все эти годы наибольшей популярностью социал-демократы пользовались в Северо-Западной и Северо-Восточной Италии. Начиная с 1960 года партии удалось улучшить свои показатели в Южной Италии. Более того, в 1987 году больше всего голосов ИДСП собрала не на Севере, как раньше, а на Юге, в первую очередь в Апулии, Кампании, Базиликате, Калабрии и Сицилии. Отчасти это было связано с ростом двух регионалистских партий на Севере, в 1991 году объединившихся в Лигу Севера.
После скандала «Тангентополи», операции «Чистые руки» и последующего политического кризиса, электорат Демократической социалистической партии снизился почти до нуля. В то же время сохраняется определённая поддержка социал-демократов в некоторых районах на Юге, прежде всего в Апулии. В 2005 году на региональных выборах в Апулии социал-демократы, выступая вместе с двумя другими мелкими партиями, получили 2,2 % голосов и смогли провести одного депутата в областной Совет. Впрочем, закрепить свой успех на следующих выборах, спустя пять лет, партии не удалось. Социал-демократы даже не смогли сформировать и выдвинуть свой список для участия в выборах.

## Руководство

### Национальные секретари
- январь 1947 — Джузеппе Сарагат
- февраль 1948 — Альберто Симонини
- май 1949 — Уго Гвидо Мондольфо
- июнь 1949 — Людовико Д'Арагона
- ноябрь 1949 — Джузеппе Сарагат
- январь 1952 — Эцио Вигорелли
- май 1952 — Джузеппе Ромита
- октябрь 1952 — Джузеппе Сарагат
- февраль 1954 — Джанматтео Маттеотти
- апрель 1957 — Джузеппе Сарагат
- январь 1964 — Марио Танасси
- октябрь 1966 — объединение с ИСП
- июль 1969 — Мауро Ферри
- февраль 1972 — Марио Танасси
- июнь 1972 — Флавио Орланди
- июнь 1975 — Марио Танасси
- март 1976 — Джузеппе Сарагат
- октябрь 1976 — Пьер Луиджи Ромита
- октябрь 1978 — Пьетро Лонго
- октябрь 1985 — Николацци Франко
- март 1988 — Антонио Карилья
- май 1992 — Карло Виццини
- апрель 1993 — Энрико Ферри
- январь 1995 года — Джанфранко Скиетрома
- май 1998 — слияние с Итальянскими демократическими социалистами
- январь 2004 — Джорджо Карта
- ноябрь 2006 — Ренато Д'Андрия[14]
- октябрь 2007 — Миммо Магистро
- июль 2011 — Ренато Д'Андрия[15]

### Президенты
- 1975—1976 — Джузеппе Сарагат
- 2007—2010 — Альберто Томассини
- 2010—2011 — Анджело Скавоне

Почётные президенты:
- 2005—2006 — Антонио Карилья
- 2007—2008 — Джорджо Карта

### Лидеры партии в Палате депутатов
- 1947 — Джузеппе Модильяни
- 1947—1948 — Рокко Гулло
- 1948—1950 — Марио Ланьена
- 1950—1951 — Луиджи Бенанни
- 1951—1954 — Эцио Вигорелли
- 1954—1956 — Паоло Росси
- 1956—1958 — Альберто Симонини
- 1958—1963 — Джузеппе Сарагат
- 1963—1966 — Вирджинио Бертинелли
- 1966 — Марио Танасси
- 1966—1969 — Эджидио Ариосто
- 1969—1972 — Флавио Орланди
- 1972—1976 — Антонио Карилья
- 1976—1978 — Луиджи Прети
- 1978—1979 — Николацци Франко
- 1979—1987 — Алессандро Реджани
- 1987—1992 — Филипп Кария
- 1992 — Дино Мадаудо
- 1992—1994 — Энрико Ферри

## Конгрессы
- 1—5 февраля 1948 — I Конгресс (Наполи)
- 23—26 января 1949 — II Конгресс (Милан)
- 16 июня—19 июня 1949 — III Конгресс (Рим)
- 4—8 января 1950 — IV Конгресс (внеочередной) (Неаполь)
- 9—11 июля 1950 — V Конгресс (Чрезвычайный) (Рим)
- 31 марта—2 апреля 1951 — VI Конгресс (Рим)
- 3—6 января 1952 — VII Конгресс (Болонья)
- 4—7 октября 1952 — VIII Конгресс (Генуя)
- 6—9 июня 1954 — IX Конгресс (Рим)
- 31 января—8 февраля 1956 — X Конгресс (Милан)
- 16—18 октября 1957 — XI Конгресс (Милан)
- ноябрь—декабрь 1959 — XII Конгресс (Рим)
- 22—25 ноября 1962 — XIII Конгресс (Рим)
- 8—11 января 1966 — XIV Конгресс (Рим)
- 6—9 февраля 1971 — XV Конгресс (Рим)
- 2—6 апреля 1974 — XVI Конгресс (Генуя)
- 11—15 марта 1976 — XVII Конгресс (Флоренция)
- 16—20 января 1980 — XVIII Конгресс (Рим)
- 24—30 марта 1982 — XIX Конгресс (Милан)
- 30 апреля—2 мая 1984 — ХХ Конгресс (Рим)
- 10—14 января 1987 — XXI Конгресс (Рим)
- 8—12 марта 1989 — XXII Конгресс (Римини)
- 13—16 мая 1991 — XXIII Конгресс (Римини)
- 28—29 января 1995 — XXIV Конгресс (Болонья)
- январь 2004 — XXV Конгресс
- XXVI Конгресс
- октябрь 2007 — XXVII Конгресс[16]

## Известные члены
- Джузеппе Сарагат (1898—1988) — создатель и многолетний лидер Итальянской демократической социалистической партии, социалист, антифашист, министр, депутат, Президент Учредительного собрания (1946—1947), 5-й президент Италии (1964—1971), пожизненный сенатор.
- Джузеппе Ромита (1887—1958) — социалист, депутат, антифашист, член Комитета национального освобождения от Социалистической партии пролетарского единства, министр, основал и возглавлял Единую социалистическую партию (1949—1951), которая объединилась с социал-демократами, будучи министром общественных работ (1954—1957) активно занимался осуществлением крупных промышленных проектов, строительством дорог, социального жилья, водопроводов, развитием итальянских портов.
- Альберто Симонини (1896—1960) — журналист, профсоюзный активист, член Комитета национального освобождения от социалистов, участвовал в создании ИДСП, национальный секретарь партии (1948—1949) и её парламентский лидер (1956—1958).
- Марио Танасси (1916—2007) — депутат, министр, заместитель председателя Совета Министров Италии (1972—1973), был нацсекретарём ИДСП (1972, 1975—1976) и лидером её парламентской фракции (1966), в 1977 году осуждён по обвинению в коррупции по «делу Локхид».
- Мауро Ферри (род. в 1920) — антифашист, адвокат, депутат, министр, в 1969 году вышел из ИСП и вступил в ИДСП, нац. секретарь партии (1969—1972), член Европарламента, председатель Конституционный суд (1995—1996).
- Джанматтео Маттеотти (1921—2000) — сын Джакомо Маттеотти, журналист, комиссар партизанской бригады, депутат, президент Международной организации молодых социалистов (1945—1946), один из основателей ИДСП, секретарь партии (1954—1957), министр.
- Флавио Орланди (1921—2009) — депутат, секретарь ИДСП (1972—1975) и её парламентский лидер (1969—1972), член Европарламента.
- Пьер Луиджи Ромита (1924—2003) — сын Джузеппе Ромита, антифашист, профессор гидравлики факультета сельского хозяйства Миланского университета, депутат (1958—1994), министр, национальный секретарь (1976—1978), в 1989 вышел из партии.
- Антонио Карилья (1924—2010) — депутат, основатель некоммерческого фонда Филиппо Турати, член Европарламента, национальный секретарь ИДСП (1988—1992), почётный президент (2005—2006).
- Франко Николацци (род. в 1924) — антифашист, участвовал в создании ИДСП, депутат, министр, секретарь партии (1985—1988), завершил политическую карьеру из-за скандала «Тангентополи».
- Пьетро Лонго (род. в 1935) — депутат, министр, нац. секретарь ИДСП (1978—1985), ушёл в отставку с государственных и партийных постов из-за скандала связанного с масонской ложей Propaganda Due, в 1989 году был осуждён по делу о взятках компании Icomec, в том же году вышел из партии.
- Энрико Ферри (род. в 1942) — судья, секретарь ассоциации судей Magistratura Indipendente (1981—1987), депутат, министр, мэр Понтремоли, секретарь ИДСП (1993—1994), сторонник правоцентристской ориентации, вышел из партии и основал партию Европейская либеральная социал-демократия, вступившую в Христианско-демократический центр.
- Джанфранко Скиетрома (род. в 1950) — сын сенатора и министра Данте Скиетрома, депутат, министр, национальный секретарь ИДСП (1995—1998), сторонник левоцентристской ориентации, при нём партия влилась в партию Итальянские демократические социалисты.